# Lycosa shillongensis
Lycosa shillongensis là một loài nhện trong họ Lycosidae.
Loài này thuộc chi Lycosa. Lycosa shillongensis được Benoy Krishna Tikader & A. Malhotra miêu tả năm 1980.